# 張福元
張福元（19??年11月13日—），居於英國的香港馬評人及專欄作家。

## 生平
張福元生於香港跑馬地養和醫院，祖籍天津。由於生於香港練馬世家，故兒時伴他成長的，都是馬圈中人。1976年畢業於香港大學，再在1983年取得文科碩士，主修歷史及政治，畢業後曾於政府工作，亦於商業機構當行政人員和雜誌編輯。
1980年代起於《號外》執筆賽馬及飲食專欄，是第一代把賽馬理論化引入香港。主要運用統計數據，簡單邏輯，結合馬匹賽績及血統評馬。與一直只有看晨操，觀察馬匹狀態的傳統「晨操派」，構成對比。
當年憑自成一格的賽馬理論，於馬評界漸有名氣。其後加入《明報》撰寫馬經專欄及商業電台主持賽馬節目「賽馬實況」。惟自08-09馬季開始，已經沒有在電台講馬。

## 名下馬匹
張福元除為馬評人外，亦與「自然好」、「永利好」馬主梁偉源之弟梁偉林（又名梁瑋辰）組織「聚寶團體」。多年來只有三匹服役馬，包括「勁福星」、「聚寶駒」、「聚寶祥駒」。
「勁福星」是一匹來自紐西蘭的自購新馬。97/98年度來港後先於呂健威馬房服役，其後轉往張福元之友好英國練馬師卓普咸訓練。可惜成績未如理想，在港一生只跑得三次亞軍，仍是處女馬。 
「聚寶駒」則是一匹從愛爾蘭而來的自購馬。03/04年度來港一直於姚本輝馬房服役。05/06年度9月份於快活谷1650米賽事打開勝利之門。其後於同年十二月國泰航空國際騎師錦標賽中，於韋達胯下以十四倍爆冷再取一場頭馬。於2007年4月、9月、12月、2008年1月，「聚寶駒」再於沙田及快活谷賽事增添頭馬，直至2009年退役。
「聚寶祥駒」是一匹來自紐西蘭的自購新馬。2011/2012年度馬季首度在港服役，先後由蘇保羅、何良訓練，在港出賽九次，皆未能取得頭馬，最後黯然退役。

## 禁藥事件
06/07馬季「聚寶駒」曾於12月26日沙田賽事柏架山讓賽中跑獲第一名。及後馬匹提供的血液及尿液樣本經化驗後，發現含有違禁物質苯丁唑（phenylbutazone），經受薪董事小組研訊後，取消「聚寶駒」在柏架山讓賽中的資格。研訊期間確定，馬房員工曾於賽日早上在同馬房的「揚洋」的飼料中加入苯丁唑以方便使用，監察錄影帶顯示，「聚寶駒」被牽領經過馬房內的走廊時，將頭放進「揚洋」的飼料箱內，這可能是該駒接觸到較少量苯丁唑的原因。

## 外部連結
- 〈張福元追思：骠叔无马讲 投注额急跌 （页面存档备份，存于）〉，載搜狐社區，2006年2月24日
- 〈「聚寶駒」的研訊結果 （页面存档备份，存于）〉，載香港賽馬會賽馬資訊，2007年2月1日